# ۱۰۹۲ (خورشیدی)
۱۰۹۲ هزار و نود و دومین سال هجری خورشیدی است.